# Vlagyimir Ivanovics Dmitrevszkij
Vlagyimir Ivanovics Dmitrevszkij (Влади́мир Ива́нович Дмитре́вский, 1908. április 14. – Leningrád, 1978. december 1.) szovjet-orosz író, irodalomkritikus, a tudományos-fantasztikus irodalom kutatója.

## Élete
Tanulmányait a Vörös Professzorok Intézetében folytatta. 1948. október 1-jén letartóztatták, s hazaárulás vádjával tizenöt évi börtönbüntetésre ítélték. Büntetését az Ozerlag lágerben töltötte, 1956. szeptember 24-én szabadlábra helyezték, s 1957-ben rehabilitálták. Leningrádban élt. 
Első munkái 1923-ban jelentek meg, első realista regénye 1927-ben. Már a lágerben találkozott Borisz Csetverikovval, akivel közösen írta meg a Мы мирные люди (Békés emberek vagyunk, 1960) című regényt. A kommunista Dmitrij Muromcev sorsáról négy regényből álló ciklust írt: Бей, барабан! (Üsd a dobot, 1961); Давай встретимся в Глазго (Glasgow-ban találkozunk, 1967); Ветер в старых липах (Szél az öreg hársfák közt, 1975); Астроном верен звёздам (A csillagász hű a csillagokhoz, 1974). Ezeken kívül könyvben dolgozta fel a híres kommunista vezető, Oszip Pjanickij életét.
Az 1950-es évek végén megismerkedett Jevgenyij Brandisszal, akinek hatására a érdeklődése a tudományos-fantasztikus irodalom felé fordult. 1957-től kezdett e témában – főleg Brandisszal együttműködve – kritikai cikkeket írni. Két önálló kötetet is írtak, ezek a szovjet tudományos-fantasztikus irodalom történetében klasszikusokká váltak: Дорога к звёздам (Út a csillagokhoz, 1961) és Через горы времени (Az idő hegyein, 1963). Önálló munkái is figyelemre méltóak, több tudományos-fantasztikus antológia szerkesztője is volt.
Magyar nyelven a Galaktika közölte néhány elméleti munkáját.

## Válogatott munkái
- Дмитревский В. Демпинг, 1931
- Дмитревский В. Им угрожает смерть, 1931
- Дмитревский В. Мистер Фиш сердится на большевиков, 1931
- Дмитревский В. И. Бей, барабан!, 1961
- Дмитревский В. И. Давай встретимся в Глазго : повесть, 1967
- Дмитревский В. И. Ветер в старых липах: Повесть, 1975
- Дмитревский В. И. Астроном верен звёздам., 1974

## Fordítás
- Ez a szócikk részben vagy egészben  a(z)   Дмитревский, Владимир Иванович című orosz Wikipédia-szócikk ezen változatának fordításán alapul.  Az eredeti cikk szerkesztőit annak laptörténete sorolja fel. Ez a jelzés csupán a megfogalmazás eredetét és a szerzői jogokat jelzi, nem szolgál a cikkben szereplő információk forrásmegjelöléseként.